# Конділенко Іван Іванович
Іван Іванович Конділенко (21 травня 1919, село Велике Мішкове, тепер Донецького району Донецької області — 18 жовтня 1993, місто Київ) — український радянський науковець-фізик, голова правління товариства «Знання» Української РСР. Доктор фізико-математичних наук (1965), професор (1967). Член-кореспондент Академії наук України (20.12.1967). Депутат Верховної Ради УРСР 9-го скликання. Кандидат у члени ЦК КПУ в 1971—1981 р.

## Біографія
Освіта вища. У 1941 році закінчив фізичний факультет Київського державного університету. Переддипломну практику проходив у Ленінграді в Державному оптичному інституті. У 1941 році блискуче захистив дипломну роботу та одержав направлення до аспірантури. Учень професора Олександра Шишловського.
З липня 1941 року — служба у Червоній армії. Учасник німецько-радянської війни з 1942 року. Служив у артилерійських частинах, з грудня 1942 року був начальником артилерійської майстерні 12-го окремого зенітного артилерійського дивізіону ППО Резерву Головного командування 2-го Прибалтійського фронту.
Член ВКП(б) з 1944 року.
У 1945—1946 роках — служба в Головному артилерійському управлінні Радянської армії.
У 1946 році — демобілізований і зарахований до аспірантури фізичного факультету Київського університету.
У 1950 році успішно захистив кандидатську дисертацію «Люмінесценція і поглинання розчинів солей талію». Працював старшим викладачем кафедри експериментальної фізики Київського державного університету.
У 1951—1963 роках — завідувач кафедри експериментальної фізики Київського державного університету.
У 1963—1972 роках — декан радіофізичного факультету Київського державного університету імені Тараса Шевченка.
У 1963—1981 роках — завідувач кафедри нелінійної оптики Київського державного університету. У 1965 році на об'єднаному засіданні вчених рад Інституту фізики і напівпровідників захистив докторську дисертацію «Вплив умов збудження і фізичного стану середовища на інтенсивність спектрів комбінаційного розсіювання світла».
У 1970—1978 роках — голова правління товариства «Знання» Української РСР.
Опублікував більш ніж 260 наукових праць та монографій.
Сфера наукових досліджень: молекулярна спектроскопія, квантова електроніка, фізика твердого тіла, нелінійна оптика. Фундатор української наукової школи зі спектроскопії комбінаційного розсіювання світла.
З 1967 року до кінця життя жив у Києві, у будинку № 10 по вулиці Малопідвальній. Помер на 75-му році життя 18 жовтня 1993 року.

## Звання
- старший технік-лейтенант

## Нагороди
- орден «Знак Пошани»
- орден Червоної Зірки (23.07.1944)
- орден Вітчизняної війни 2-го ст. (6.04.1985)
- ордени
- медаль імені Сергія Вавилова АН СРСР (1975)
- медалі
- Почесна грамота Президії Верховної Ради Української РСР (12.06.1972)